# Заянье
Зая́нье — деревня в Плюсском районе Псковской области России на реке Яня. Входит в состав Лядской волости.
Расположена в 22 км от волостного центра Ляды и в 70 км от Плюссы.

## Население
| 2001 | 2002 | 2010 |
| ---- | ---- | ---- |
| 369  | ↘311 | ↘226 |

Численность населения деревни составляла на 2000 год 369 человек, на 2010 год — 285 человек.

## Достопримечательности
В деревне Заянье находилась деревянная церковь Николая Чудотворца, построена она была между 1629 и 1646 гг.; 25 сентября 1699 г. освящён новый придел во имя Сергия Радонежского; 1 мая 1899 г., после реконструкции (подведён каменный фундамент, стены обшиты тёсом, а главы — железом), храм был вновь освящён епископом Вениамином. Действовала в Великую Отечественную войну и при советской власти. С 1990 года при церкви начал функционировать дом милосердия для проживания престарелых, инвалидов и безродных под попечением монахинь, инокинь и послушниц. Настоятель с 1975 года о. Роман (Загребнев). В апреле 2010 года на прицерковной территории сгорело несколько хозяйственных построек, но церковь тогда не пострадала. В ночь на 22 апреля 2015 года вновь возник пожар в соседнем церковном здании, на этот раз пламя перекинулось на саму церковь, спасти от огня её не удалось.
Деревянная часовня при освящённом источнике святого Николая (2011, 2012 гг.).
Сохранились также остатки каменной церкви Николая Чудотворца, построена и освящена она была в 1865 г.; 24 сентября 1870 г. освящён придел во имя преподобного Стефана Нового, 24 сентября 1876 г. — придел во имя Сергия Радонежского; в годы советской власти церковь закрыли; в настоящее время в ветхом состоянии.

При Заянской начальной школе — филиале Лядской средней общеобразовательной школы, существует краеведческий музей.

## История

### История деревни по писцовым книгам
Первым из помещиков, упоминаемых в архивных документах, который владел этой местностью был дьяк Казарин Дубровский. От него эта земля перешла государеву дьяку Данилу Бортеневу. Сами селения, существовавшие на территории современной деревни Заянье и близ неё, впервые были описаны в писцовой книге 1571 года. Тогда здесь находились: деревня Заянье (пуста, стояла, вероятно, в левобережной части современной деревни); деревня Июдино (пуста, стояла, вероятно, у современного Юдинского озера); сельцо Нижнее Хоромно (посещаемое наездом, 2 церкви: святого Николая Чудотворца и Покрова Пресвятой Богородицы, двор приказчика, начиналось, вероятно, у южного берега озера Хоромно (у ур. Кортов Хутор) и простиралось к современной правобережной части деревни).

«За государевым великого князя дьяком за Данилом Микулина сына Бартенева.

Селцо Нижнее Хоромно, а в нем две церкве, Никола Чюдотворец да Покров Святей Богородицы; во дворе в болшом Данилов прикащик Офоня Климентьев, приежжает на время, пол-2 обжи пуста, пашни было в поле на обжу по 6 четвертей, а в дву по тому ж, сена на Яне на реке 50 копен, лесу непашенново бору в длину пол-3 версты, поперег верста.

(Дрв) Заянье, 3 обжи пуста, пашни было в поле на обжу по 3 четверти, а в дву по тому ж, сена на Яне на реке 15 копен, лесу непашенного, и мху, и бору в длину верста, а поперег четверть версты.

(Дрв) Июдино, обжа пуста, пашни было на обжу в поле 3 четверти, а в дву по тому ж, сена на Яне реке 5 копен, лесу пашенного и непашенного в длину верста, поперег пол версты.»— [РГАДА, ф.137, оп.1, Новгород, №8, лл. 203, 203 об.]
После Данила Бартенева эти земли передаются Олександру Колтовскому, а от него, 5 февраля 7081 (1573) года, сельцо Снежнохоромное с деревнями получает по послушной грамоте новый помещик — Василий Иванович Умный.

«Такова послушная грамота дана Василью Ивановичю Умного на Дружино помесье Караулова да на Данилово Бортенева, что было дано Петру Колтовскому да Олександру Колтовскому.

По государеву цареву и великого князя Ивана Васильевича всеа Русии приказу, от государевых царевых и великого князя диаков, от Семена Федорова сына Мишурина да от Ивана Дорофеева сына Собакина в Шелонскую пятину.

[…]

Да в Олександровское поместье Колтовского: в селцо в Снежнохоромное з деревнями на дватцать обеж, что было за дьяки за Казарином за Дубровским, а после было за Данилом за Бортеневым.

И всего на шездесят на шесть обеж с полуобжею, а пашни по обжам шестьсот шездесят пять чети. Всем крестьяном, которые в тех селцех и в деревнях живут, пожаловал государь царь и великий князь теми селы и деревнями околничего Василья Ивановича Умного. И вы б все крестьяне Василья Ивановича Умного и его приказщиков слушали, и пашню на него похали, и доход хлебной и денежной платили, чем вас Василей Иванович изоброчит. А как государевы писцы поедут в Шелонскую пятину, и те поместья измерят, и тогды с подлинных книг Василью Ивановичю Умного дадут ввозную грамоту.

К сей послушной грамоте государевы царевы великого князя диаки Семен Федоров сын Мишурин да Иван Дорофеев сын Собакин печати свои приложили.

Писан в государеве отчине в Великом Новегороде лета 7081-го февраля в 5д.»— [РГАДА, Ф.1209, Оп. 3, № 16931, лл.93об.-95об.]
Его сменяет в 7083 (1574/5)-м году Иван Соловой Тимофеевич Петров, получивший это поместье по государевой грамоте.

«81-го августа в 3 д. в Паозерьи Даниловское Бортенева пол-10 обжи отдано Михаилу Васильевичу Колычеву. А достал того помесья все отдано Ивану Соловому Тимофеевичю Петрова в 83-м году, по государеве грамоте.»— [РГАДА, Ф.1209, Оп. 3, № 16931, л.95об./поля/]
Однако и он долго не задержался здесь, к 1576 году село Снежное с соседними селениями находится уже в государевых землях.

«В Ляцком погосте и роспись государеву селу.

Село Снежное на речки на Яни в Васильевском поместии Умного, а в нем храм Покров святей Богородице, а другой храм Никола Чюдотворец.»— [РГАДА, ф.1209, оп.3, № 17146, л.290]
В литовско-польское нашествие 1581 года в этом селе были сожжены две церкви и двор помещика, а в соседней деревне за рекой Яней 4 крестьянских двора. В писцовой книге 1584 года село Снежное вместе с деревнями за Янею и Июдино записано в поместье Захарья [Данилова сына] Скобелцына с центром в селе Хтино. К этому времени в Снежном церковь Николая Чудотворца была отстроена вновь.

«Село Снежное на реки на Яне, а по Володимеровым книгам Безобразова с товарыщи написано два храмы, Покров Святи Богородицы да Никола Чюдотворец, церкви обе древяные, да двор помещиков; и те храмы оба и двор помещиков сожгли в королевской приход литовские воинские люди, и после литовских людей поставлен храм Николы Чюдотворецы, а пашни в поле добрые земле пол обжы пашет наездом на собя сам помещик Захарей Скобелцын, а перелогом обжа, а в дву по тому ж, сена десять копен, лесу пашенново и непашенново полторы версты.

(Дрв) за Янею: (в) поп Трифан Ильин сын, (в) дьячек Зотка Путятин, (в) пономарь Овдокимко, (в) проскурня Окулина Иванова дочь, пашни в поле середние земле полторы обжы, а в дву по тому ж, сена пять копен, а дана та пашня церкви Николы Чюдотворцу церковником в певшие руги место. Да в той же (дрв) за помещиком, а по Володимеровым книгам Безобразова с товарыщи 84-го году написано было четыре дворы крестьянских, и те дворы сожгли летовские воинские люди в 90-м году, пашни в поле середние земле перелогом полторы обжы, сена три копны.

(Дрв) Июдино, а крестьян: (в) Филипко Зуев, (в) Исачко Иванов, пашни в поле добрые земле живущево обжа, а в дву по тому ж, сена две копны, да под тою деревнею озерко Июдино, рыбные ловли в нем нет.»— [РГАДА, ф.1209, оп.1, № 967, лл. 47-48]
К 1585/86 году эти земли находятся уже в общем владении Михаила и Луки Ивановых детей Милославского. В 1591/92 году деревни Снежное или Задворок, Заянье и Июдино отдаются также в общее владение иванегородской стрелецкой голове Василью Тулубьеву да иванегородскому сотнику стрелецкому Фёдору Ресницыну.

«(Дрв), что было село Снежное, а Задворок тож на реке на Яне, а в нем храм Никола Чюдотворец, восмь дворов крестьянских пусты, пашни перелогом пятнатцать чети в поле, а в дву по тому ж, сена десять копен, полторы обжи пуста.

(Дрв) Заянье над рекою над Янею: (в) поп Трифан Ильин, (в) диячок Зотик Путятин, (в) пономарь Овдокимко Нестеров, (в) проскурница Окулина Павлова дочь, пашни церковные пятнатцать чети в поле, а в дву по тому ж, сена пять копен, полторы обжи; да тое ж деревни крестьянских семь дворов пустых, пашни перелогом пятнатцать чети в поле, а в дву по тому ж, сена десять копен, полторы обжи.

(Дрв) Июдино над озерком над Июдиным, а в ней крестьян: (в) Исак Кузмин, (в) Фошко Поташев, (в) Некрас Микулин да Юшко Налышов, (в) Филипко Зуев да пустых три дворы, пашни паханые две четверти с осминою д[а пере]логом семь четвертей с осминою в [поле, а в] дву по тому ж, сена две копны, в живущем четверть обжи, а в пусте обжа без четверти.»— [Ockupationsarkivet från Novgorod, Riksarkivet, Stockholm,  Serie 2: 136, лл. 11, 5]
После смерти Василья Тулубьева, в 1594-м году поместье было разделено, и деревни Снежное, Заянье и Июдино перешли Григорью Васильеву сыну Тулубьеву. В обыскной книге порозжих земель под датой 22 июля 7103 (1595) года о поместье Григорья Тулубьева в Ляцком погосте упоминается вскользь, но уже в платёжной книге 7110 (1601/02) года в том же погосте вновь записано владение старых помещиков — Михайлы да Луки Милославских. За ними же оно упоминается в платёжной июля 7115 (1607) года, а в отдельных книгах 7120 (1612) года владельцем поместья указан уже только один Лука Милославский.

В 7125 (1616/17) году Июдино, Снежное и Заянье передаются Луке Иванову сыну Милославскому в вотчину. В писцовой книге 7136-7137 (1627/28-1628/29) годов письма князя Василия Волконского и подьячего Василия Андреева были описаны в вотчине за Лукою Ивановым сыном Милославским жилая деревня Июдина и полностью опустевшие в смуту пустошь что было село Снежное, или Задворок, (стоявшая там ранее церковь Николая Чудотворца была утрачена) и пустошь Заянье.

«{248} За Лукою за Ивановым сыном Милославским по государеве цареве и великого князя Михаила Федоровича всеа Русии жалованной вотчинной грамоте за приписью дьяка Гарасима Мартемьянова 125 году, что ему дано в вотчину за новгородцкое осадное сиденье, как сидели в Великом Новегороде при царе Василье з боярином со князем Михаилом Васильевичем Шуйским Скопиным.

[…]

Деревня Июдина на озерке на Июдине, а в ней крестьян: во дворе Изотка Дорофеев с сыном с Ефимком, да у нево ж во дворе бобыль Ларка Ермолин; да бобылских дворов: во дворе Лазарко Спиридонов, во дворе Сенка Пантелеев з детми с Мишкою да с Кирилком, да у нево ж захребетник живет Порывайко Ортемьев, во дворе Тараско Никонов с племянником з Гришкою с Сидоровым, во дворе Пилунка, прозвище Томилко, Пиминов сын кузнец, пашни паханые добрые земли пол осмины с получетвериком, да перелогом пять четвертей без полуосмины и без получетверика, да лесом поросло пять четвертей, сена две копны, в живущем и в пусте обжа.

[…]

Пустошь, что было село Снежно, а Задворок тож, на речке на Яне, а в ней два места церковных, что была церковь Покров Пресвятые Богородицы да Николы Чюдотворца, да место дворовое вотчинниково, пашни перелогом добрые земли пять четвертей, да лесом поросло десять четвертей в поле, а в дву по тому ж, сена десять копен, лесу пашенного и непашенного в длину на пол версты, а поперег тож, в пусте полторы обжи.

[…]

Пустошь Заянье, пашни перелогом середние земли пять четвертей да лесом поросло десять четвертей в поле, а в дву по тому ж, сена пять копен, в пусте полторы обжи.»— [РГАДА, Ф. 1209, Оп. 1, № 800, лл. 481об.-483]

### История деревни по переписным книгам
В переписной книге 7155 (1646/47) года переписи Степана Глебова упоминаются в Ляцком погосте владения детей Луки Милославского: за Давыдом Лукьяновым сыном Милославским в поместье село Снежье, или За Двором (где вновь был отстроен храм во имя Николая Чудотворца), и в вотчине часть деревни Юдина; за Иваном Лукьяновым сыном Милославским в вотчине сельцо Заянье и другая часть деревни Юдина.

«{396/№ 405} За Давыдом Лукьяновым сыном Милославским.

Село Снежье, а За Двором тож, на речке на Яне, а в селе храм во имя Николы Чюдотвореца древяной, да двор помещиков, а крестьян и бобылей за ним нет в том селце.

[…]

В Лятцком же погосте в вотчинах.

{400/№ 409} За Иваном Лукьяновым сыном Милославским.

Селцо Заянье на речке на Яне, а в селцы двор иво помещиков да крестьян: (в) крестьянин Гришка Васильив, у него дети Кирилка да Миронко.

[…]

За ним же, Иваном, (дрв) Юдином на озере на Глухом: (в) крестьянин Еуфимко Изотиив з детми с Викулкою да с Куземкою, (в) крестьянин Лазорко Спиридонов с сыном с Федкою, (в) крестьянин Гришка Тарасьив с сыном сь Якушком, (в) крестьянин Гришка Сидоров з детми с Кирилком да з Дмитрейком, да в той же деревни (в) бобыль Еуфимко Степанов з детми с Филипком да с Наумком.

[…]

{401/№ 410} За Давыдом Лукиным сыном Милославским.

В деревни Юдином на озере на Глухом: (в) крестьянин Кирилка Семенов, (в) крестьянин Михалка Семенов с пасынком с Панкратком, да у него ж во дворе подсоседник Амелка Ефремов, (в) крестьянка вдова Агрепинка Иванова дочь Лучкина жена Ермолина з детми с Онуфрейком, да с Ывашком, да с Омелкою, да с Ларкою, да с Куземкою, (в) бобыль Полуехтко Пиминов, прозвище Томилка, з детми с Мосейком да с Ларкою.»— [РГАДА, Ф. 1209, Оп. 1, № 310, лл. 477об., 480-481об.]:
К 7177 (1669) году деревня Июдино и село Заянье переходит другим помещикам, носящим, впрочем, такую же фамилию — Милославские. В переписной книге Самуила Дмитриевича Тыркова эти селения упоминается за окольничьим Иваном Богдановичем Милославским. Данные по помещичьим дворам и церковному причту в этой переписи не учитывались, поэтому определённо сказать, что к этому времени село Снежное (где находилась церковь и, возможно, двор помещика) вошло в состав села Заянья нельзя.

«За околничим за Иваном Богдановичем Милославским, что было в переписных книгах за Иваном да за Давыдом Милославским.

[…]

Да за ним же деревня Июдино: (в) (к) Гришка Тарасьев з детми сь Яшкою да с Левкою, (в) (к) Омелка Ларионов с приимышем Степашком да с Наумком, (в) (к) Панкрашка Офремов з детми с Ывашком да с Марком.

[…]

Да за ним же в селе Заяньи: (в) (к) Куземка Оксентьев з детми с Марком да сь Евсейком.»— [РГАДА, Ф1209, Оп.1, № 988Б, лл. 233об., 2324об., 235]
Но к 7186 (1677/78) году слияние этих селений произошло; в переписной книге того времени письма стольника Степана Александровича Аничкова и подьячего Антипы Фёдорова в вотчине боярина Ивана Богдановича Милославского описаны село с выставкой Заянье и деревня Июдино.

«В том же погосте за боярином Иваном Богдановичем Милославским.

Выставка село Заянье, а в селе церковь Николая Чюдотворца да дворы церковных причетников: двор попа Никифора Васильева, двор дьячка Оски Козмина, двор понамаря Ермошки Степанова. {325/№ 330} В том же селе двор боярина Ивана Богдановича, а живет в нем приказной ево человек Евтишка Артемьев сын Красков, да в том же селе: (во д) задворной человек Корнышка Ильин, у него дети Оска десяти лет, Трошко трех лет, да у него ж брат Гаврилка Ильин, у него дети Гашко дву лет; да в том же селе (во д) крестьянин Куземка Баженов, у него дети Марчко, да Евсюшка, да Тимошка, да Оска, у Марчка дети Данилка пяти лет, Климко году; (во д) крестьянин Офонка Кондратьев, у него дети Трошко, у Трошка дети Кирилка десяти лет да Лутьянко полугоду, да у него ж приимыш Карпушка Микитин; (во д) крестьянин Самсошко Федотов з братьею с Сидорком да с Фарафошком, да у него ж приимыш Сенка Алексеев, а в скаске он, Самсошко, з братьею написан с Офонкою Кондратьевым в одном дворе, а по досмотру живет он, Самсошко, своим особым двором.

В деревни Июдине: (во д) крестьянин Омелка Ларионов, у него дети Обрамко десяти лет, Андрюшка трех лет, да у него ж племянник Ларка Иванов, у Ларки дети Ивашко трех лет, Ксенифонтко году; (во д) крестьянин Наумко Яфимов, у него дети Терешка шти лет, да Фомка трех лет, да Якимко году, да у него ж, Наумка, два пасынка Сенка, Андрюшка десяти лет, Ларионовы дети, а в скаске он, Наумко, написан в одном дворе с Омелкой Ларионовым, а по досмотру он, Наумко, живет своим особым двором, пригорожен двор ево к Омелкину двору ныне вновь; (во д) крестьянин Яшка Григорьев з братом Левкою, у Левки сын Петрушка полугоду, да у него ж, Яшки, подсоседник, брат ево Куземка Ефимов, у него сын Давыдко пяти лет; (во д) крестьянин Панкрашка Офромеев з детми с Ывашком да с Мартышком, у Ивашка сын Яшка пяти лет; (во д) крестьянин Степашко Яковлев, у него дети Ивашко, да Максимко, да Сенка десяти лет, Аристко шти лет.»— [РГАДА, Ф. 1209, Оп. 1, № 8570, лл. 216-217]
25 сентября 1699 года к церкви святого Николая в Заянье был пристроен и освящён новый придел во имя Сергия Радонежского. Об этом говорилось в надписи на деревянном осьмиконечном кресте, хранившимся когда-то в церкви.

«Освятися алтарь Господа нашего Иисуса Христа, во храме иже во святых Отца нашего Николая Чудотворца Мирликийского, при Государе Царе Петре Алексеевиче, по благословению Кир Адриана архиепископа московского, всея России и всех северных стран патриарха, при Иове митрополите Новаграда и Великих Лук, в лето от сотворения мира 7207, а от Р. Христова в 1699 г. индикта 7-го месяца сентября в 25 день на память Евфросинии и преп. Сергия.»
По свидетельству Синодика, придел устроен помещиком Сергием Ивановичем Милославским. За ним, Сергием Ивановичем Милославским, село Заянье и деревня Июдино записаны в переписной книге 1706, 1707 годов переписи Дмитрия Тимофеевича Аничкова (описания дворов церковного причта в выставках в ней, как правило, отсутствуют).

«{№ 376.} За столником Сергием Ивановичем Милославским по скаски крестьянина ево деревни Июдина Леонтья Григорьева.

Село Заянье, а в нем двор ево помещиков столника Сергия Ивановича Милославского, построен для приезду и скота, у него во дворе для присмотру скота живет деловой человек Ульян Васильев з женою, да в том же селе Заянье: (во д) (к) Данила Мартемьянов з женою, у него братья Максим, Киприян, Агафон, Иван; (во д) (к) Трофим Афонасьев з женою, у него брат Кирила, у Трофима сын Прокофей; (во д) (к) Осип Корнильев з женою, у него братья Антроп, Ермола з женами; (во д) (к) Роман Карпов з женою, у него брат Иван з женою ж, у него двоюродные братья Пахом, Антип Филиповы, а в скаски он, Роман, написан с Осипом в одном дворе, а по осмотру явился в особом дворе, сверх скаски по досмотру прибыл один двор. Всего в том селе по скаски и по досмотру четыре двора крестьянских, людей в них, и у них детей, и братьи, и племянников пятнатцать человек, да в том же селе дворовой один человек.

В деревни Июдине: (во д) (к) Яков Григорьев з женою, у него племянник Андрей Емельянов з женою, у Андрея сын Гаврил восми лет; (во д) (к) Ларион Иванов, у него брат Леонтей з женами, у Лариона сын Ксенифонт, у Леонтия дети Петр, Полуехт; (во д) (к) Фома Иванов з женою, у него брат Яков з женами, у них же племянник Фома Наумов з женою; (во д) (к) Максим Володимеров з женою, у него сын Павел, у него ж зять Давыд Козмин з женою, у Давыда сын Фома восми лет; (во д) (к) Сидор Федоров з женою, у него двоюродной брат Степан Иванов з женою, а в скаски он, Сидор, написан сь Яковом в одном дворе, а по осмотру явился в особом дворе сверх скаски, по досмотру прибыл один двор. Всего в той деревни по скаски и по досмотру пять дворов крестьянских, людей в них, и у них детей, и братьи, и племянников шеснатцать человек.»— [РГАДА, Ф. 1209, Оп. 1, № 8575, лл. 211, 211об.]
За стольником Сергеем Ивановым сыном Милославским село Заянье, деревня Юдино и прочие селения были записаны также и в переписной книге 1710 года переписи Анисима Сергеевича Опсеитова.

«Того ж погоста выставки села Заянья по скаски попа Филипа Осеива с причетники.

В том селе Заянье церковь древянная во имя Николая Чюдотворца да в пределе Сергия Радонежского чюдотворца. Да в той же выставки написано церковной земли пятнатцать четвертей, сена пять копен. А жалованья он, поп с причетники, ниоткуду не берет, а служит он, поп, с той церковной земли. Да на той же церковной земли крылошанские дворы. (Во д) он, поп Филип Осеив сорока лет, у него жена Евдокея тритцати лет да дети Иван четырех, Алимпей дву лет, оброку платит за сына своего Ивана на год по десяти алтын. (Во д) дьячек Иван Никифоров тритцати осми лет, у него жена Анна тритцати лет, дочь Офимья трех лет. (Во д) понамарь Василей Пентелеив тритцати лет, у него жена Устинья дватцати пяти лет да сын Герасим году. (Во д) просвирня Агрипина Мартинова пятидесят лет, у ней дети Иван девяти, Василей пяти лет, оброку платит на год по десяти алтын с человека.

[…]

За столником Сергеем Ивановым сыном Милославским по скаски приказново ево человека Алексея Фомина.

В селе Заянье.

Двор помещика ево, построен для приезду, а в том дворе живет он, приказной человек Алексей Фомин сорока лет, у него жена Анна тритцати пяти лет, дети Иван десяти, Андрей осми лет; да в том же дворе живет дворовой человек Ульян Васильев пятидесяти лет, у него жена Анна сорока пяти лет, у него дочь Марина дватцати лет, ныне в бегах. И всего в том усадище помещицкой 1 двор. В нем дворовых людей мужеска полу 4 человека, в том числе в лета: до 10 — 2, до 40 — 1, до 50 — 1. Женска полу 2 человека, в том числе в лета: до 40 — 1, до 50 — 1. Да в том же селе Заянье. (Во д) крестьянин Данила Мартемьянов тритцати пяти лет, у него жена Антонида тритцати лет, у него дети дочери Агафья пятнатцати, Васса шти лет, у него ж брат родной Максим дватцати пяти лет, у него жена Марья дватцати трех лет, у Максима сын Клементей дву лет, дочь Парасковья осми лет, да Киприян дватцати лет, у него жена Марья деветнатцати лет, да двоюродной брат Агафон Евсеев дватцати пяти лет, у него жена Парасковья тритцати лет, да сестра Овдотья деветнатцати лет. (Во д) крестьянин Трофим Афанасьив штидесят лет, у него жена Фекла пятидесят пяти лет, у него сын Прокофей дватцати шти лет, у Прокофья жена Овдотья тритцати лет, да у него ж, Трофима, брат родной Кирила пятидесят семи лет, у него жена Агафья пятидесят лет, у него сын Филип пяти лет, дочь Пелагея шти лет, Антон Евсеев тритцати лет, у него жена Дарья дватцати лет, Пахом тритцати четырех лет, у него жена Васса тритцати лет, у Антипа сын Иван трех лет, дочь Иринья четырех лет; а по осмотру он, Антон, живет в особом дворе. (Во д) крестьянин Осип Корныльев сорока лет, у него жена Матрона сорока лет, у него сын Акакей пяти, Влас трех лет, дочь Матрона осми лет, да племянник Роман Карпов тритцати лет, у него жена Агафья дватцати пяти лет, да Иван дватцати шти лет, у него жена Крестина дватцати лет, у Романа сын Ефим трех лет, у Ивана дочь Соломанида дву лет.

В деревни Юдине.

(Во д) крестьянин Яков Григорьев осмидесяти лет, у него жена Марфа семидесяти лет, у него ж брат Андрей пятидесяти лет, у него жена Степанида сорока семи лет, да у Якова сын Июда семи лет, дочь Татьяна тритцати лет, у Андрея дочь Хрестина трех лет, да двоюродной брат Андрей Ларионов сорока шти лет, у него жена Степанида пятидесяти лет, у него сын Гаврила десяти лет, дочь Ирина осми лет. (Во д) крестьянин Ларион Иванов семидесяти лет, у него жена Марина штидесяти лет, у него ж брат Леонтей пятидесят лет, вдов, у Лариона сын Ксенефонт сорока лет, у него жена Февронья тритцати шти лет, у него сын Кит дватцати лет, у Ксенефонта дочь Пелагея пяти лет, у Леонтия сын Петр тритцати девяти лет, у него жена Марья тритцати лет, у Петра сын Полуект дватцати дву лет, у него жена Марфа тритцати дву лет, у Полуекта дочь Степанида году. (Во д) крестьянин Максим Володимеров семидесяти лет, у него жена Ульяна штидесяти лет, у него сын Исак дватцати пяти лет, у Исака жена Соломанида дватцати лет, у него дочь Овдотья трех лет. (Во д) крестьянин Павел Артамонов тритцати лет, у него жена Елена тритцати лет, у него дети Козма пяти лет, дочь Пелагея трех лет, у Максима зять Давыд Козмин сорока шти лет, у него жена Дарья сорока лет, у Давыда сын Федор пяти лет, дочь Ирина семи лет; а по досмотру он, Артемон, живет в особом дворе. (Во д) крестьянин Фома Тиханов пятидесят осми лет, у него жена Татьяна сорока семи лет, у него сын Игнатей десяти лет, дочь Ирина трех лет, у него ж двоюродной брат Фома Наумов сорока лет, у него жена Марфа сорока лет, да племянник Степан Иванов дватцати лет, у него жена Федосья дватцати трех лет, у него дети Евтифей десяти лет, Гурей году, дочь Овдотья пяти лет. Да в той же деревни двор пуст крестьянина Сидора Федорова, в прошлом 708-м году он, Сидор, з женою и з детьми вымер без остатку, а того пустого двора земля ныне лежит в пусте.»— [РГАДА, Ф. 1209, Оп. 1, № 8587, лл. 313об., 314, 323-324об.]

### История деревни во время составления ревизских сказок
В 1719 году старостой села Заянья Данилом Мартемьяновым были составлены первые ревизские сказки по поместью. В частности, среди крестьян села им были названы: «Роман Карпов 30 лет, у него сын Ефим 12 лет, Иван 9 лет, […] Прокофей Трофимов 35 лет, у него сын Карп 7 лет». Среди причта заянской церкви в сказках к первой ревизии (1720 год) были записаны: поп Яков Семёнов (49 лет) с сыном Петром (9 лет), дьячок Иван Никифоров (46 лет), пономарь Иван Софонов (22 года).
Известно, что заянский помещик Сергей Иванович Милославский умер ещё 12 сентября 1710 года. Тем не менее, в некоторых местных церковных документах он упоминается в качестве владельца села Заянья с вотчиной и спустя некоторое время после этой даты (в частности, в метрических книгах 1727 года по церкви в выставке Заянье и по церкви в выставке Хтины). В 1738 году Заянье и вотчина были уже записаны за его сыном — морского флота поручиком Фёдором Сергиевым сыном Милославским.

В 1745 году, судя по переписной книги второй ревизии, в селе Заянье за лейтенантом морского флота Фёдором Сергеевичем Милославским проживало 95 крестьян (некоторые из них были переведены сюда из других имений).

В 1762 году в сказке к третьей ревизии, составленной старостой Тарасом Игнатьевым, в вотчине контр-адмирала Фёдора Сергиева сына Милославского в селе Заянье проживало 40 дворовых людей, 82 крестьянина и 86 крестьянок.

«1762 года майя дня вотчины господина кондрат адмирала Федора Сергиева сына Милославскаго Новгородского уезду Шелонской пятины Ляцкого погоста села Заянья староста крестьянин Тарас Игнатьев после публикованного в нынешнем 1762-м году ф феврале месяце правительствующаго Сената указу с ведома господина своего дал сию скаску о положенных в нижеписанных господина моего местах по последней 1747 года ревизии в подушном окладе ис того числа разными случаями убылых и после того вновь рожденных. И объявляю по самой истинне без всякой утайки. А буде впредь кем обличен явлюсь в том повинен буду положенного по указом тяжкаго штрафа без всякаго милосердия.»— [ЦГИАСПб, Ф.1647 (Гдовское уездное казначейство), Оп.1, №7, л. 72об.]
Умер Фёдор Сергеевич Милославский 25 апреля 1783 в чине вице-адмирала. После его смерти, вотчину с центром в Заянье наследовала его сестра — Анна Сергеевна Милославская, однако уже в 1785 году у села Заянья и поместья появляется новый владелец — генерал фельдмаршал Григорий Александрович Потёмкин.

«Село Снежно, а в волости зовут село Заянье, з деревнями […] его светлости князь Григорья Александровича Потемкина, и с выделенною церковною землею в дву местах» в 1786 году при проведении Генерального межевания было отведено в отдельную дачу (№ 872), в последующие годы, по мере разрешения споров со смежными помещиками, шло уточнение её границ. Между тем, в этот отвод вошла лишь некоторая часть вотчины, остальная была замежёвана в другие дачи (например, дача № 1183 деревни Малафеевая Гора, или дача № 1331 деревни Детково).

«Во оном селе церковь деревянная во имя Сергея Радунскаго Чудотворца с приделом Николая Чудотворца. Дом господской деревянной при копаных прудах {з двумя садами} положение имеет при речке Яне по течению на правой стороне, деревянной. Рясенец при озере Безымянном; Колпакова при озере Хоромном; Радолицы при озере Глыбоком; Меженник при озере Меженинцом; Юдино при озере Юдинском; Березно при озере Березном; Заянье при речке Яне на левой; Новополье на правой сторонах; Супорна; Бор; Лух на суходолах при копаных колодезях. И состоящия внутри дачи озера: Шучна, Кривое и Глухие озерка, {Любовна, Середнее, Юхнавшино и Безымяное}, во оных озерах вода ко употреблению людям и скоту здорова, в них рыба ловитца разных родов. Да отмежеваны из оной дачи церковныя земли ко оному селу на доволствие священно и церковнослужителям в двух местах. В первом при реке Яне по течению на правой стороне. Во втором месте на суходоле. А дачею простирается до реки Яне по течению на правой и по обе стороны оной. И на оной реки имеитца воденая мукомольная мельница, {о дву плотинах}. И по обе стороны речки Рожни, речки Мерезовки, Луковки, на левой ручья Заточинскаго, на левой и по обе стороны речки Крапивенки и ручьев безымянных. Земля иловатая, хлеб и покосы посредственны, лес строевой и дровяной. Крестьяне на госпоцком оброке.»— [РГАДА, Ф.1355, Оп.1, №1138, лл. 173об./174, 174об./175] Из экономических примечаний к планам Генерального Межевания Гдовского уезда.
Между тем, уже в 1789 году здесь появляется новый владелец (в заянской исповедной росписи за этот год в качестве владельца записан коллежский советник Иван Лазаревич Лазарев, тогда как в хтинской — ещё Григорий Потёмкин). В 1790 году село Заянье с вотчиной находится уже во владении коллежской советницы Екатерины Ивановны Лазаревой; в те времена в селе проживали её дворовые люди и крестьяне, а также церковный причт и гдовский мещанин Козьма Аверкиев 34 лет с семьёй. В первую треть 1803 года действительная статская советница вдова Екатерина Ивановна Лазарева продала село Заянье с вотчиной следующему владельцу — надворному советнику Емельяну Андреевичу Чеблокову.

Скончался Емельян Андреевич Чеблоков в 1814 году. После своей смерти он оставил своим наследникам не только земельные владения, но и многочисленные долги. Чтобы их покрыть, заянская вотчина была описана и, впоследствии, бо́льшая её часть распродана разным лицам. На самых первых публичных торгах, состоявшихся 7 августа 1818 года, было продано, в частности, село Заянье (178 душ крестьян за 80100 рублей) и соседняя деревня Юдина (127 душ крестьян за 40200 рублей). Село Заянье получила статская советница Анна Яковлевна Максимова, а деревню Юдино — штабс-ротмистрша Анна Прокопьевна Бондарева. Согласно исповедной росписи 1827 года, в селе Заянье в то время находилось 6 дворов церковного причта (причт составляли: священник благочинный Иоанн Антониев (65 лет), второй священник Никита Яковлев (64 года), диакон Иоанн Ильин (33 года), дьячок Василий Феодоров (36 лет), второй дьячок Василий Александров (35 лет), пономарь Михаил Григорьев (32 года), второй пономарь Георгий Георгиев (23 года), просвирня Анна Феодорова (38 лет)), в них 18 человек мужского, 21 человек женского пола; 1 отставной солдат (церковный сторож Герасим Фомин 55 лет); за Анной Яковлевной Максимовой: дворовых людей 17 человек мужского, 18 человек женского пола; 34 двора крестьянских, в них 145 человек мужского, 166 человек женского пола. В деревне Юдино за штабс ротмистром Васильем Максимовичем Бондаревым: 45 дворов крестьянских, в них 163 человек мужского, 183 человек женского пола.

### История деревни в советское и постсоветское время
Решением Псковского облисполкома от 7 февраля 1977 года № 41 деревня Юдино была включена в состав деревни Заянье.
В 1980-х годах в деревне находился центр совхоза «Заянский». В 1993 году совхоз был реорганизован в ТОО (позже — СПК) «Сосенки». Решением Арбитражного суда Псковской области от 24 июля 2007 года СПК «Сосенки» был признан банкротом. На этот момент кооперативу принадлежали 6967 гектар земли, в том числе 748 гектар сельхозугодий и 6219 гектар прочих земель. При этом кооператив бухгалтерскую отчётность не предоставлял с 2004 года, расчётных счетов в банках не имел, а имел задолженность (на 27 мая 2007 года) в размере 1 342 057 рублей 67 копеек (основной долг 388 730 руб. 60 коп., пени 917 807 руб. 48 коп., штрафы 35 519 руб. 59 коп.).
До 1 января 2006 года деревня входила в состав ныне упразднённой Заянской волости в качестве её административного центра.

## Известные уроженцы
- Виноградов Павлин Фёдорович (1890—1918) — революционер, командующий Северо-Двинской флотилией.

В Юдино родились:
- Кузнецов, Василий Александрович (1923—2003) — лётчик Великой Отечественной войны, Герой Советского Союза (1945).